# Jèrriais
Jèrriais – język używany na Jersey, jednej z Wysp Normandzkich, który jest uznawany za odrębny język, najbliższy językowi normandzkiemu lub uważany za dialekt tego języka. Podobny do niego język dgèrnésiais jest używany na sąsiedniej wyspie Guernsey. Na wyspie Sark (kolejnej z Wysp Normandzkich), na której w XVI w. osiedlili się koloniści z Jersey, istnieje odmiana Jèrriais, zwana sercquiais. Osoby posługujące się tymi językami mogą zrozumieć zarówno siebie nawzajem, jak i tych pochodzących z kontynentalnej Francji mówiących językiem normandzkim.

## Jèrriais w innych językach
Jèrriais bywa często nazywany przez osoby anglojęzyczne „Jersey French” (Jersey-Francuski) lub „Jersey Norman French”, jako że nie istnieje odpowiedni angielski przymiotnik nazywający ten język. Należy jednak uważać, aby nie pomylić tego języka z „Jersey Legal French” (francuski do celów prawnych Jersey), używanym w umowach, zarządzeniach prawnych oraz administracji rządowej.
W języku polskim również nie utrwaliła się odpowiednia nazwa przymiotnika. W potocznym użyciu funkcjonują: jerseyski, jersejski, dżersejski, a nawet jersjański. Ten ostatni zwłaszcza upodobali sobie mieszkający na Jersey Polacy.

## Użycie
Spis powszechny z 2001 roku, pokazał, że około 3% mieszkańców wyspy posługuje się jèrriais na co dzień w osobistych kontaktach. Jednakże zanotowano równocześnie po raz pierwszy wzrost popularności tego języka wśród dzieci. Ma to związek zarówno z wprowadzeniem Jèrriais do szkół, jak i panującą wśród rodziców obecnie modą na powrót do tradycji i poszukiwanie własnej tożsamości.
Władze wyspy finansują program nauczania jèrriais w szkołach, oraz wspierają prywatnych przedsiębiorców, wywieszających napisy i reklamy w jèrriais. Debatowane jest podpisanie Europejskiej Karty Języków Regionalnych i Języków Mniejszości, nakładającej obowiązki dalszego chronienia i wspierania ginącego języka.
Dostępne są w tym języku audycje radiowe oraz prasa.

## Historia
Do XIX wieku, był to ojczysty i pierwszy język większości mieszkańców wyspy. W czasie II wojny światowej posługiwała się nim nawet połowa mieszkańców. Nie została nań przetłumaczona cała Biblia (jedynie fragmenty), jako że francuski był do XX wieku dominującym językiem kościoła na Jersey (choć np. w rejonach wiejskich kazania były wygłaszane w jèrriais).
Koła inteligenckie zauważyły wymieranie języka w XIX wieku. Jeden z językoznawców, Lucjan Bonaparte, odwiedził wyspę i zainteresował się jej językiem i literaturą. Victor Hugo przebywający na Jersey w trakcie swojego wygnania, miał kilku pisarzy języka jèrriais za przyjaciół.
Wpływ sir Roberta Pipon Maretta pomógł wytworzyć ruch ku standaryzacji zapisu, w oparciu o ortografię francuską. Trend ten, przelał się później na Normandię, wpływając na posługujących się normandzkim Francuzów, doprowadził do odnowy twórczości literackiej w tym języku. Ostatecznie zaadaptowano nieco odmienne (choć wzajemnie zrozumiałe) formy zapisu w Jersey, Guernsey i Normandii.
Język angielski zaczął dominować w XX wieku, wtedy też zaczęto nawoływać do zachowania języka. Podjęto odpowiednie środki: przejrzano i poszerzono XIX-wieczne glosariusze (autorstwa: Philippe’a Langlois, A.A. Le Gros i Thomasa Gaudina), wydając  w 1924 Glossaire du Patois Jersiais. Zaczęto wydawać kwartalnik w 1952. Słownik Jèrriais-francuski opublikowano w 1966. Słownik angielsko-jèrriais w 1972. Kompletną gramatykę w 1985. Od tego momentu wydano także kasety, podręczniki i inne materiały.
Wiele osób pochodzących z Jersey było zaangażowanych w gospodarczy rozwój i eksploatację Nowego Świata (stąd np. New Jersey), zwłaszcza na półwyspie Gaspésie w Quebecu, gdzie jeszcze na początku XX wieku większość przemysłu rybnego była kontrolowana przez firmy z Jersey. Zatrudniały one ludzi z Jersey, język jèrriais stał się popularny także i tam. W latach 60. nadal można się tam było nim porozumieć.
W trakcie II wojny światowej mieszkańcy używali jèrriais między sobą, jako języka niezrozumiałego zarówno dla niemieckich okupantów wyspy, jak i ich francuskich tłumaczy.
W ciągu ostatniego wieku jest coraz bardziej wypierany przez angielski zarówno w oświacie, handlu jak i administracji.

## Literatura
- Lé Jèrriais Pour Tous Paul W. Birt, 1985
- Dictionnaire Jersiais-Français, 1966
- Jèrriais: Jersey's Native Tongue Mari C. Jones, 2003 ISBN 1-904210-3-1
- Dictionnaithe Jèrriais-Angliais, 2005 ISBN 0-901897-40-X
- Les Chroniques du Don Balleine/Les Nouvelles Chroniques du Don Balleine, (magazine), Jersey 1979 – current